# Analisi bioenergetica
L'analisi bioenergetica è una psicoterapia corporea ideata da Alexander Lowen, medico e psicoterapeuta statunitense, che nel 1956 fondò a New York l'International Institute for Bioenergetic Analysis, del quale sarà direttore per quarant'anni. Si tratta di una psicoterapia che si basa su un approccio psicoterapeutico analitico-caratteriale e somatico-relazionale utilizzato anche nella psicoterapia di gruppo.

## Storia
Alexander Lowen nel 1940 partecipò a un corso tenuto da Wilhelm Reich sull'analisi del carattere e sul legame tra la tensione muscolare e la personalità nevrotica. Ne rimase molto impressionato e decise di intraprendere una terapia con Reich. Sebbene gli insegnamenti di Reich inerenti l'analisi delle resistenze, l'analisi del carattere, il principio dell'identità funzionale tra psichico e somatico e la confutazione dell'istinto di morte freudaiano (Thanatos) influenzeranno la sua formazione, Lowen prenderà le distanze da Reich in merito alle sue teorie energetiche e alle sue ipotesi sull'orgone, non solo sviluppando un approccio psicoterapeutico differenziato, ma anche esplicitandolo in varie occasioni e nei suoi stessi scritti.

## Il linguaggio del corpo
Secondo l'analisi bioenergetica il carattere, inteso come unicità somato-psichica, rappresenta l'organizzazione psicologica e corporea inconscia dell'individuo, che si struttura a livello mentale con i meccanismi psicologici di difesa e a livello corporeo con contrazioni muscolari croniche che, insieme all'impronta genetica, danno forma alla postura e alla qualità della respirazione. Le frustrazioni infantili continuative suscitano una risposta difensiva da parte dell'organismo con tensioni croniche dell'apparato muscolare, una funzione respiratoria ridotta e, più in generale, in una riduzione dell'espressività. È una risposta difensiva che mira ad allontanare il contatto con la frustrazione e il dolore, in presenza di un ambiente ostile all'imperativo biologico che tende al piacere. Il prezzo pagato è un processo di contrazione che si manifesta in una riduzione generale di motilità e vitalità. Attraverso l'osservazione di questi messaggi corporei è possibile integrare i contenuti verbali, arrivando a una comprensione più profonda delle dinamiche dell'individuo: nell'analisi bioenergetica l'attenta osservazione delle manifestazioni del corpo, e delle emozioni collegate, rappresenta uno strumento importante tanto quanto l'interpretazione dei sogni e del materiale verbale. Il corpo viene osservato non solo nella sua realtà statica, ma anche e soprattutto nel suo modo di muoversi, respirare, lasciar uscire la voce ed entrare in relazione. In quest’ottica Lowen propone un insieme di esercizi propriocettivi ed espressivi.

## Il concetto di energia
In analisi bioenergetica con il termine energia s'intende la vitalità di un organismo, prodotto dell'insieme di processi biochimici e metabolici che gli permettono di vivere e che si manifesta nel movimento e nei processi di espansione e contrazione tipici di ogni essere vivente. Pensiamo per esempio al battito del cuore o ai processi vitali dell'ameba, secondo questa analisi la quantità di energia mobilitata e il modo di utilizzarla può dire molto sulla personalità di un individuo e sul suo modo di relazionarsi con il mondo. Per esempio, una persona impulsiva esperirà aumenti improvvisi di eccitazione che sentirà il bisogno di scaricare immediatamente, mentre una persona depressa mostrerà un'attivazione ridotta. L'aumento di energia è osservabile sia a livello corporeo, per esempio attraverso la mobilitazione delle masse muscolari o il flusso sanguigno, sia a livello psichico per esempio attraverso i meccanismi motivazionali e attentivi.

## I tipi caratteriali
Partendo dai principi teorici dell'analisi del carattere reichiana, Lowen ne espande i concetti definendo una tipologia caratteriale articolata, frutto del lavoro clinico con i suoi pazienti. Partendo dalla fase prenatale, l'individuo attraversa una serie di fasi evolutive ognuna caratterizzata da un bisogno fondamentale. La qualità della relazione con le figure primarie, in primo luogo con la madre, e il grado di soddisfazione di tali bisogni, determinano diverse organizzazioni difensive psico-corporee, con conseguente differenza di carica energetica e motilità. Lowen propone tipologie caratteriali connotate da diversa distribuzione di tensioni croniche e carica energetica. Quanto più l'individuo ha una struttura caratteriale nevrotica, tanto maggiore è la contrazione psico-corporea e quindi minore la gamma di risposte possibili agli stimoli vitali interni ed esterni. Il carattere rimane comunque, nel pensiero di Lowen, espressione di una tensione alla vita, in quanto modalità unica e personale attraverso cui un individuo è stato capace di difendersi e protendersi verso il piacere. Se da una parte quindi l'analisi bioenergetica ha come obiettivo quello di rendere consapevole il paziente delle limitazioni imposte dalla propria struttura caratteriale, così da permettere il recupero di una maggiore vitalità, dall'altra ne riconosce l'unicità come espressione del suo vissuto somato-psichico, unico e irripetibile.

## Obiettivi della terapia
Per Lowen l'obiettivo della terapia non è più solo il recupero di una sana e soddisfacente vita sessuale, come era invece per Reich, ma diventa la riconquista di una più ampia capacità di provare piacere e sperimentare la gioia di vivere. In quest'ottica il piacere viene identificato come possibilità di lasciar fluire l'eccitazione vitale e la capacità di padroneggiarla per interagire in maniera vantaggiosa con la realtà circostante. La salute vibrante di cui parla Lowen, si basa sulla capacità di respirare, aprirsi al movimento energetico interno ed esterno e alle sensazioni ed emozioni connesse. Essa consente, momento per momento, un aggiustamento tra il contatto con il proprio Sé (in senso sia corporeo che psicologico) e con il mondo. È la sintonia dell'individuo con il proprio grounding, concetto che integra la percezione del proprio Sé psico-corporeo con la realtà sociale.

## Il grounding
Il concetto di grounding, o radicamento, rappresenta una delle innovazioni più importanti introdotte da Lowen, che lo porterà a invitare il paziente a lavorare anche in piedi, oltre che sdraiato e seduto. Il grounding è il contatto con la propria energia psico-corporea, con il “qui ed ora”, con l'Io adulto, con la terra intesa come fonte e sostegno del nostro esistere. Attraverso l'esperienza del grounding, il paziente entra in un contatto più profondo con le proprie radici, la propria realtà interna, la visceralità delle emozioni, la sessualità. Senza queste radici l'individuo può perdersi nel cielo delle proprie illusioni, attuando un comportamento disfunzionale.

## Critiche
L'importanza delle questioni etiche nelle psicoterapie corporee come l'analisi bioenergetica è stata sottolineata a causa dell'intimità delle tecniche impiegate, che implicano un contatto fisico tra paziente e terapeuta.
Il termine "bioenergetica" ha un significato consolidato in biochimica e nella biologia cellulare. Il suo uso da parte dell'analisi bioenergetica è stato criticato perché "ignora il già consolidato consenso universale sull'energia esistente nella scienza".
Le psicoterapie corporee, tra cui rientra anche l'analisi bioenergetica, sono riconducibili a un gruppo di psicoterapeuti che ritengono che la psicoterapia debba essere pensata come un mestiere basato sull'abilità piuttosto che come una scienza, e debba essere valutata in base all'efficacia del trattamento piuttosto che in base alla validità scientifica. Comunque, gli studi sull'efficacia della psicoterapia corporea sono pochi e, sebbene i risultati in alcuni casi siano positivi, tale insieme di evidenze "non è preponderante".